# Thomas Dörflein

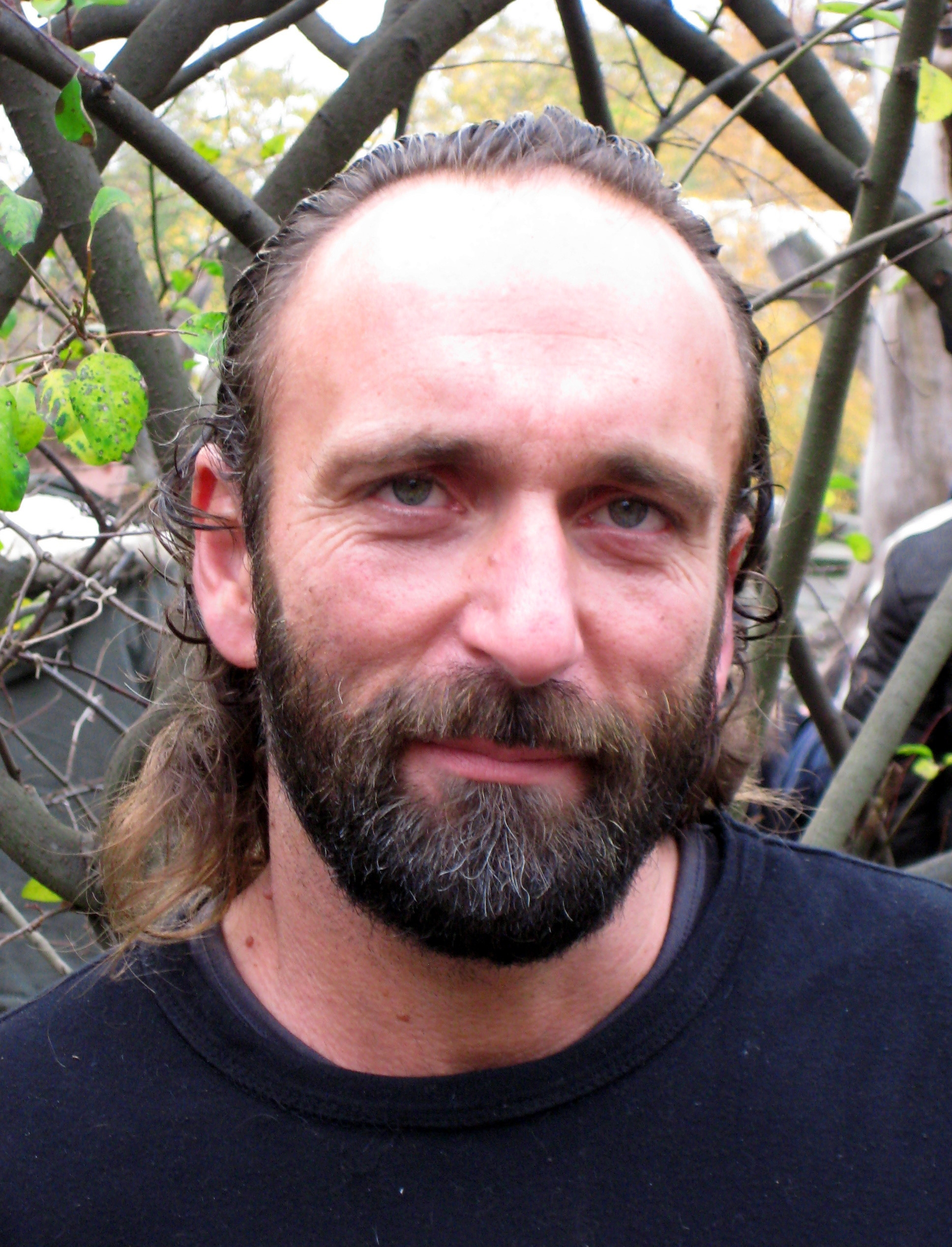
Thomas Dörflein (2007)

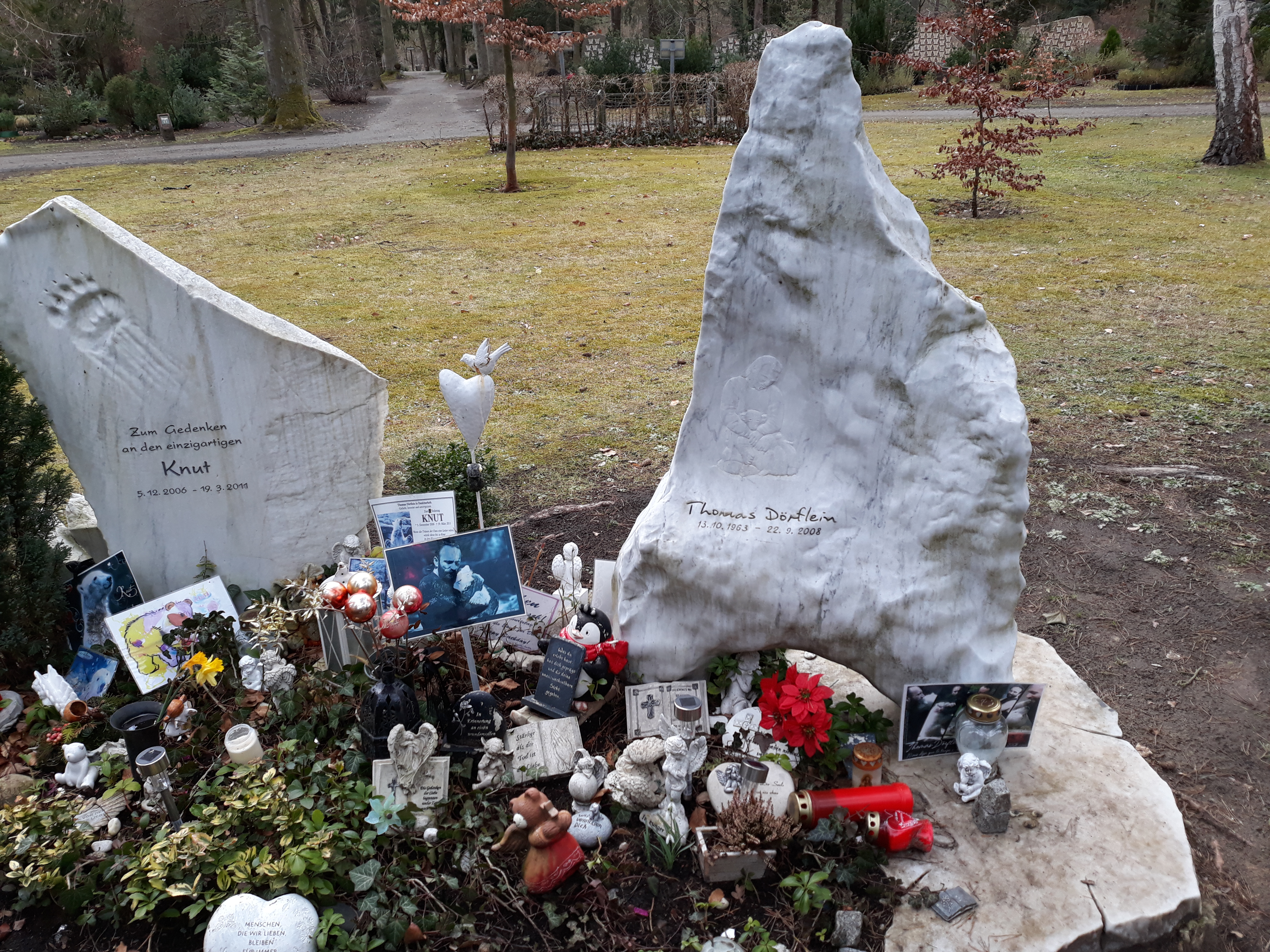
Das Grab von Thomas Dörflein auf dem Friedhof In den Kisseln in Berlin. Links im Bild ein Gedenkstein für den Eisbären Knut.

Thomas Dörflein (* 13. Oktober 1963 in Berlin-Wedding; † 22. September 2008 in Berlin-Wilmersdorf) war ein deutscher Tierpfleger im Zoologischen Garten Berlin, der im Jahr 2007 durch die Aufzucht des Eisbären Knut international große Aufmerksamkeit erhielt.

## Leben und Wirken
Dörflein wuchs in Berlin-Spandau auf. Ab 1982 arbeitete er als Pfleger im Zoologischen Garten Berlin. Anfänglich war er für Menschenaffen und Raubtiere zuständig. Seit 1987 hatte er als Reviertierpfleger die Aufsicht über die Bären- und Wolfsgehege.

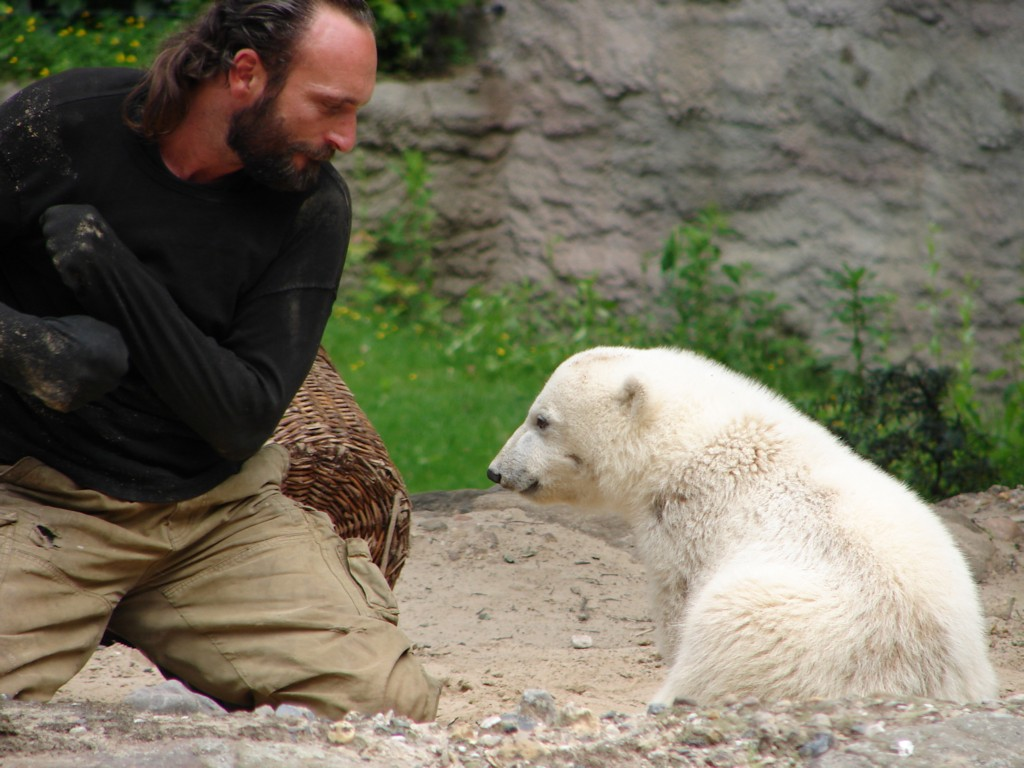
Dörflein mit Knut im Mai 2007

Am 5. Dezember 2006 wurden im Zoo zum ersten Mal seit über 30 Jahren zwei Eisbären geboren. Das Muttertier verstieß jedoch den Nachwuchs, wodurch eines der Jungen nach vier Tagen starb. Die Zoodirektion entschied, das überlebende Junge per Handaufzucht durch Dörflein großziehen zu lassen. Dörflein wurde in den ersten Monaten durch seine intensive Pflege die wichtigste Bezugsperson des Eisbären und gab ihm den Namen „Knut“. Die Aufzucht erfolgte unter großem medialen Interesse, in dessen Folge verstärkt auch Dörflein ins Blickfeld der Öffentlichkeit gelangte.
Für seinen Einsatz bei der Aufzucht des Eisbären erhielt Dörflein am 1. Oktober 2007 den Berliner Verdienstorden.
Zudem wurde er zusammen mit Knut auf einer Silberprägung der Münze Berlin verewigt.
Im Dezember 2007 wählten ihn die Leser der Berliner Morgenpost und die Hörer des Radiosenders 94,3 rs2 zum beliebtesten Berliner.
Die publikumswirksame Verleihung zweier Fernsehpreise (Goldene Henne und Bambi) lehnte der Tierpfleger ab.

## Tod

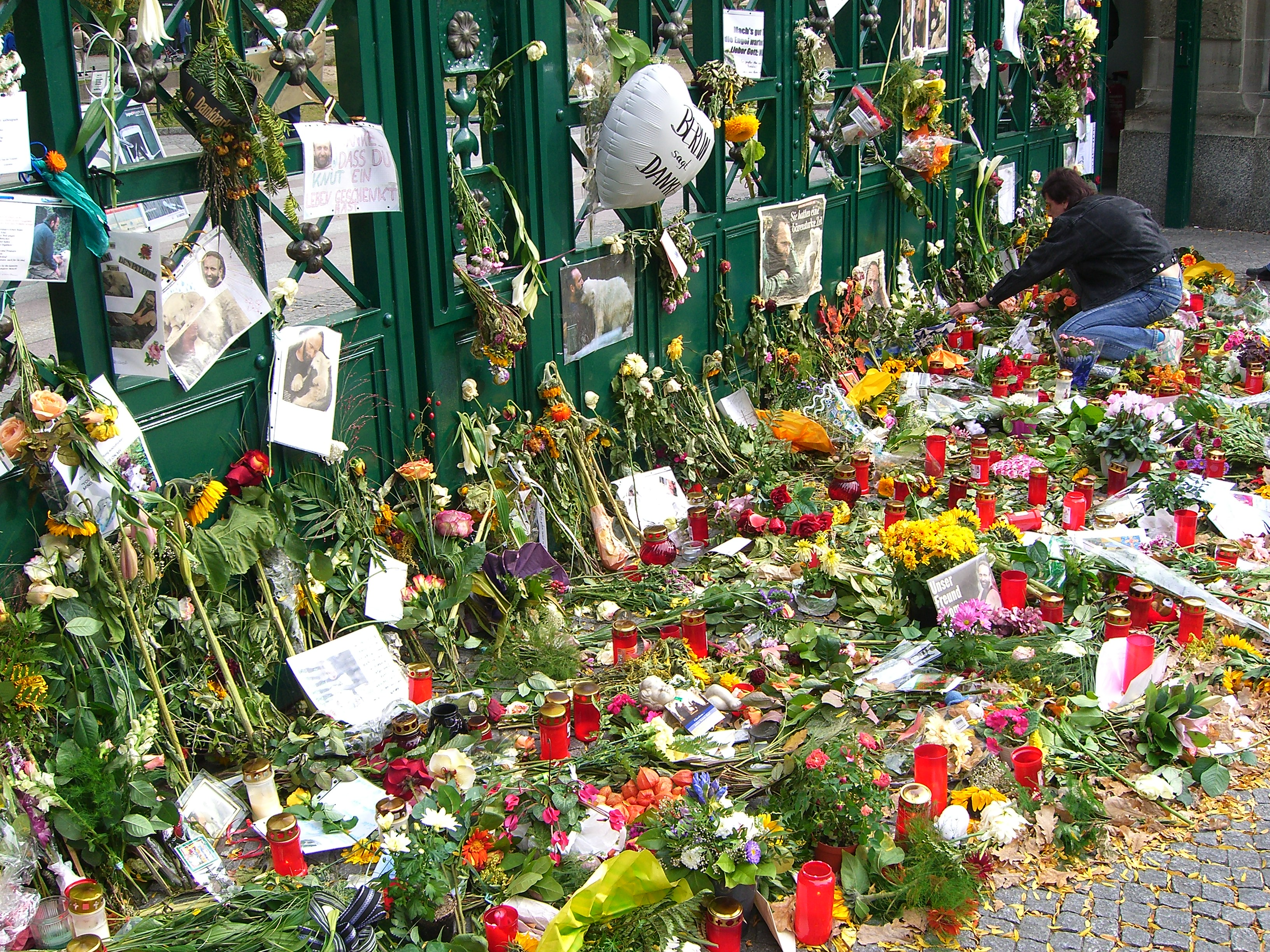
Kondolenzbekundungen am Zoo-Eingangstor anlässlich seines Todes

Im April 2008 diagnostizierten Ärzte bei Dörflein zunächst Blasenkrebs. Jedoch starb er am 22. September 2008 überraschend im Alter von 44 Jahren an einem Herzinfarkt, verursacht durch eine Thrombose. Am 10. Oktober 2008 wurde Dörflein im engsten Familienkreis auf dem Friedhof In den Kisseln im Berliner Bezirk Spandau beigesetzt.
Zu Ehren des Verstorbenen wurde von der Fördergemeinschaft von Tierpark und Zoo Berlin e. V. der „Thomas-Dörflein-Preis“ gestiftet, mit dem jährlich verdiente Tierpfleger ausgezeichnet werden sollen. Posthum wurde ihm der „Berliner Bär“ der B.Z. als Ehrenpreis für die Aufzucht des Eisbären Knut verliehen.

## Filmografie
- 1994: Berliner Zoogeschichten (SFB Video)
- 2006: Berliner Schnauzen (Fernsehserie)
- 2007: Knut! – Aus der Kinderstube eines Eisbären
- 2007: Hallo Knut! (7 Folgen)
- 2007: Frohe Pfingsten, Knut!
- 2007: Knut, das Eisbärbaby (11 Folgen)
- 2007: Knut, der Eisbärjunge (10 Folgen)
- 2007: Panda, Gorilla & Co. (2 Folgen)
- 2007: Happy Birthday, Knut!
- 2007: Verrückt nach Knut – Ein Eisbär erobert die Welt
- 2008: Roter Teppich für Knut
- 2008: Knut und seine Freunde

### Posthum
- 2010: Knut – Ein Eisbär wird halbstark
- 2012: National Geographic - Unlikely animal friends (1 Folge)